# Mistrovství světa v pozemním hokeji žen 1974
1. mistrovství světa v pozemním hokeji žen se konalo ve dnech 17. až 24. března v Mandelieu-la-Napoule ve Francii.

## Program turnaje
Turnaje se zúčastnilo 10 týmů, které byly rozděleny do 2 pětičlenných skupin, ve kterých se hrálo způsobem jeden zápas každý s každým a poté týmy na 1. a 2. místě ve skupinách postoupily do semifinále. Týmy na 3. a 4. místě hrály o 5. až 8. místo a týmy na 5. místě sehrály zápas o 9. a 10. místo.

## Základní skupiny

### Skupina A
- 17. března
- Nizozemsko - Španělsko 2:0
- Belgie - Indie 2:0
- 18. března
- Nizozemsko - Belgie 1:0
- Indie - Mexiko 3:0
- 19. března
- Belgie - Mexiko 3:1
- Španělsko - Indie 1:4
- 20. března
- Belgie - Španělsko 0:0
- Nizozemsko - Mexiko 2:0
- 21. března
- Španělsko - Mexiko 4:0
- Indie - Nizozemsko 1:0

| Poř. | Tým        | Z | V | R | P | VG | OG | B |
| ---- | ---------- | - | - | - | - | -- | -- | - |
| 1.   | Indie      | 4 | 3 | 0 | 1 | 8  | 3  | 6 |
| 2.   | Nizozemsko | 4 | 3 | 0 | 1 | 5  | 1  | 6 |
| 3.   | Belgie     | 4 | 2 | 1 | 1 | 5  | 2  | 5 |
| 4.   | Španělsko  | 4 | 1 | 1 | 2 | 5  | 6  | 3 |
| 5.   | Mexiko     | 4 | 0 | 0 | 4 | 1  | 12 | 0 |

### Skupina B
- 17. března
- Francie - Švýcarsko 3:1
- Argentina - SRN 2:4
- 18. března
- Švýcarsko - Rakousko 0:2
- Francie - Argentina 0:3
- 19. března
- Francie - Rakousko 4:0
- SRN - Švýcarsko 5:1
- 20. března
- Argentina - Rakousko 6:0
- SRN - Francie 1:0
- 21. března
- Argentina - Švýcarsko 8:0
- SRN - Rakousko 5:0

| Poř. | Tým       | Z | V | R | P | VG | OG | B |
| ---- | --------- | - | - | - | - | -- | -- | - |
| 1.   | SRN       | 4 | 4 | 0 | 0 | 15 | 3  | 8 |
| 2.   | Argentina | 4 | 3 | 0 | 1 | 19 | 4  | 6 |
| 3.   | Francie   | 4 | 2 | 0 | 2 | 7  | 5  | 4 |
| 4.   | Rakousko  | 4 | 1 | 0 | 3 | 2  | 15 | 2 |
| 5.   | Švýcarsko | 4 | 0 | 0 | 4 | 2  | 18 | 0 |

## Zápasy o umístění
23. března se odehrály oba zápasy o 5. až 8. místo a obě semifinále. 24. března se odehrály zápasy o 9. místo, o 7. místo, o 5. místo, o 3. místo a finále.

### Zápas o 9. místo
| 5.A | Mexiko    | 1 (pen.:0) |
| 5.B | Švýcarsko | 1 (pen.:1) |

### Schéma zápasů o 5. až 8. místo
|  | O 5. až 8. místo | O 5. až 8. místo | O 5. až 8. místo |  |  | O 5. místo | O 5. místo | O 5. místo |
|  |                  |                  |                  |  |  |            |            |            |
|  | 3.A              | Belgie           | 6                |  |  |            |            |            |
|  | 4.B              | Rakousko         | 0                |  |  |            |            |            |
|  |                  |                  |                  |  |  | 3.A        | Belgie     | 2          |
|  |                  |                  |                  |  |  | 4.A        | Španělsko  | 0          |
|  | 3.B              | Francie          | 0                |  |  |            |            |            |
|  | 4.A              | Španělsko        | 2                |  |  | O 7. místo | O 7. místo | O 7. místo |
|  |                  |                  |                  |  |  | 4.B        | Rakousko   | 0          |
|  |                  |                  |                  |  |  | 3.B        | Francie    | 1          |

### Schéma zápasů o medaile
|  | Semifinále | Semifinále | Semifinále |  |  | Finále      | Finále      | Finále      |
|  |            |            |            |  |  |             |             |             |
|  | 1.A        | Indie      | 0          |  |  |             |             |             |
|  | 2.B        | Argentina  | 1          |  |  |             |             |             |
|  |            |            |            |  |  | 2.B         | Argentina   | 0           |
|  |            |            |            |  |  | 2.A         | Nizozemsko  | 1           |
|  | 1.B        | SRN        | 0          |  |  |             |             |             |
|  | 2.A        | Nizozemsko | 1          |  |  | Třetí místo | Třetí místo | Třetí místo |
|  |            |            |            |  |  | 1.A         | Indie       | 0           |
|  |            |            |            |  |  | 1.B         | SRN         | 2           |

## Konečné pořadí
| Poř. | Tým        |
| ---- | ---------- |
| 1.   | Nizozemsko |
| 2.   | Argentina  |
| 3.   | SRN        |
| 4.   | Indie      |
| 5.   | Belgie     |
| 6.   | Španělsko  |
| 7.   | Francie    |
| 8.   | Rakousko   |
| 9.   | Švýcarsko  |
| 10.  | Mexiko     |